# Бенджешть-Чокадія
Бенджешть-Чокадія, Бенджешті-Чокадія (рум. Bengești-Ciocadia) — комуна у повіті Горж в Румунії. До складу комуни входять такі села (дані про населення за 2002 рік):
- Белчешть (955 осіб)
- Бенджешть (1566 осіб) — адміністративний центр комуни
- Бірчій (209 осіб)
- Чокадія (809 осіб)

Комуна розташована на відстані 210 км на захід від Бухареста, 25 км на схід від Тиргу-Жіу, 84 км на північ від Крайови.

## Населення
За даними перепису населення 2002 року у комуні проживали 3539 осіб. Усі жителі комуни рідною мовою назвали румунську.
Національний склад населення комуни:
| Національність | Кількість осіб | Відсоток |
| -------------- | -------------- | -------- |
| румуни         | 3206           | 90,6%    |
| цигани         | 333            | 9,4%     |

Склад населення комуни за віросповіданням:
| Релігія            | Кількість осіб | Відсоток |
| ------------------ | -------------- | -------- |
| православні        | 3526           | 99,6%    |
| адвентисти         | 8              | 0,2%     |
| реформати          | 1              | < 0,1%   |
| п'ятдесятники      | 1              | < 0,1%   |
| не вказали релігію | 3              | 0,1%     |

## Зовнішні посилання
- Дані про комуну Бенджешть-Чокадія на сайті Ghidul Primăriilor [Архівовано 15 травня 2012 у Wayback Machine.]